# Střítež nad Bečvou
Střítež nad Bečvou település Csehországban, Vsetíni járásban. Střítež nad Bečvou Velká Lhota, Zubří, Vidče és Zašová településekkel határos. Lakosainak száma 886 fő (2024. január 1.).

## Népesség
A település lakosságának változását az alábbi diagram mutatja:
| Lakosok száma | 736  | 769  | 790  | 736  | 804  | 789  | 841  | 852  | 865  | 886  |
|               | 1869 | 1890 | 1921 | 1950 | 1980 | 2001 | 2017 | 2019 | 2022 | 2024 |